# 杜米特里察·图尔纳
杜米特里察·图尔纳（羅馬尼亞語：Dumitrița Turner，1964年2月12日—），罗马尼亚女子竞技体操运动员。她曾代表罗马尼亚获得1980年夏季奥运会体操比赛女子团体全能银牌。